# 777
777 (DCCLXXVII) var ett normalår som började en onsdag i den julianska kalendern.

## Händelser

### Okänt datum
- Sigifrid omtalas vara kung över danerna. Detta år tar han (enligt Annales Regni Francorum) emot flyktingen och upprorsledaren Widukind.

## Födda
- Pippin av Italien, kung av Italien.
- Ulayya bint al-Mahdi, abbasidisk prinsessa, poet och musiker.

## Avlidna
- Hildegard, dotter till Karl den store och Hildegard av Schwaben.